# San Ferdinando di Puglia
San Ferdinando di Puglia este o comună din provincia Barletta-Andria-Trani, regiunea Puglia, Italia, cu o populație de 13.654 locuitori&#32 (2022);și o suprafață de 41,23 km².

## Demografie
San Ferdinando di Puglia - evoluția demografică

|  | Graficele sunt indisponibile din cauza unor probleme tehnice. Mai multe informații se găsesc la Phabricator și la wiki-ul MediaWiki. |

Date: Recensăminte sau birourile de statistică - grafică realizată de Wikipedia